# Wolf Seesselberg
Wolf-Jürgen Seesselberg (* 11. Januar 1941 in Hamburg, Deutsches Reich) ist ein deutscher Filmarchitekt, Bühnen- und Szenenbildner sowie Hochschullehrer.

## Leben und Wirken
Wolf-Jürgen Seesselberg erhielt seine künstlerische Ausbildung an der Staatlichen Kunstakademie Düsseldorf und sammelte praktische Erfahrungen bei dem renommierten Bühnenbildner Teo Otto, dessen Assistent er bis zu dessen Tode wurde. Als selbständiger Bühnenbildner wurde Seesselberg anschließend am Deutschen Schauspielhaus Hamburg verpflichtet und ging anschließend gastweise auch an andere Bühnen. Sporadisch stattete er auch Operninszenierungen aus. Darüber hinaus übte Seesselberg eine Lehrtätigkeit aus, von 1967 bis 1973 übernahm er die Leitung der Klasse für Theater und Film an der Staatlichen Kunstakademie Düsseldorf, und ab 1984 leitete er mit einer Professur das Seminar Filmarchitektur an der Hochschule für Bildende Künste in Hamburg.
Seit 1965 ist Wolf Seesselberg auch als Filmarchitekt bzw. Szenenbildner aktiv. In diesem Bereich arbeitete er mit einer Fülle bekannter Regisseur zusammen, darunter Peter Beauvais, Egon Monk, Peter Schulze-Rohr, Rolf von Sydow, Dieter Wedel, Jérôme Savary, Tom Toelle, Hermann Leitner, Marcel Ophüls, Gero Erhardt, Jürgen Goslar, Heinrich Breloer und Wolfgang Becker. Sein erstes wichtiges Szenenbild lieferte er 1966 noch als rechte Hand seines alten Lehrmeisters Otto bei der Fernsehadaption des Theaterstücks Jegor Bulytschow und andere (nach Maxim Gorki). Seit Mitte der 1970er Jahre entwarf Seesselberg intensiv Filmbauten für Fernsehspiele und -serien, seltener für Kinoproduktionen wie 40 qm Deutschland, einer bedrückenden Bestandsaufnahme eines türkischen Lebens in der Fremde, und Süperseks, einer diesmal komödiantischen Geschichte aus dem deutsch-türkischen Umfeld. Bekannt machten Wolf Seesselberg auch seine Szenenbilder zu beliebten norddeutschen Serien wie Kümo Henriette, Die Bertinis, Das Erbe der Guldenburgs, Adelheid und ihre Mörder und Der König von St. Pauli. 2007 beendete er seine Fernsehkarriere.
1973 oder 1974 – die Angaben dazu gehen auseinander – veröffentlichte Wolf Seesselberg zusammen mit seinem jüngeren Bruder Eckart im Eigenverlag eine inzwischen sehr gesuchte LP mit elektronischer Musik. Sie lief einfach unter Seesselberg und trug den Titel Synthetik 1. Die Auflage betrug 1000 Stück. Seit 2002 liegt sie auch als CD vor, seit 2013 gibt es eine LP-Neuausgabe.

## Filmografie
Als Fernseharchitekt, wenn nicht anders angegeben
- 1966: Jegor Bulytschow und andere
- 1976: Pariser Geschichten (Serie)
- 1977: Glücksucher
- 1979: Kümo Henriette (Serie)
- 1982: Festspiele
- 1983: Der Raub der Sabinerinnen
- 1984: Abgehört
- 1984: Anruf genügt
- 1985: Damenwahl
- 1985: Hautnah
- 1985: Grenzenloses Himmelblau
- 1986: 40 qm Deutschland (Kinofilm)
- 1988: Die Bertinis (Serie)
- 1988: Die Beute
- 1987–1990: Das Erbe der Guldenburgs (Serie)
- 1990: Lebewohl, Fremde (Kino)
- 1991: Das Heimweh des Walerjan Wróbel (Kino)
- 1991: Tatort: Finale am Rothenbaum
- 1992: La Paloma fliegt nicht mehr
- 1993: Böses Blut (Serie)
- 1993–1994: Adelheid und ihre Mörder (Serie)
- 1995: Anna – Im Banne des Bösen
- 1995: Angst hat eine kalte Hand
- 1995: Paradies, Brooklyn (Someone Else's America) (Kino)
- 1996: Schuldig auf Verdacht
- 1996: Crash Kids
- 1997: Todesspiel
- 1997: Der König von St. Pauli
- 1999: Die blauen und die grauen Tage
- 2000: Der Briefbomber
- 2000: Das Rätsel des blutroten Rubins
- 2002: Zweikampf
- 2002: Erste Liebe
- 2003: Süperseks (Kinofilm)
- 2005: Der Dicke (Serie)
- 2007: Der Zauber des Regenbogens